# Wißmannsdorf
Wißmannsdorf là một đô thị ở huyện Bitburg-Prüm, trong bang Rheinland-Pfalz, phía tây nước Đức. Đô thị Wißmannsdorf có diện tích 6,72 km², dân số thời điểm ngày 31 tháng 12 năm 2006 là 791 người.